# Liste der Monuments historiques in Gétigné
Die Liste der Monuments historiques in Gétigné führt die Monuments historiques in der französischen Gemeinde Gétigné auf.

## Liste der Bauwerke
| Bezeichnung                                                                        | Beschreibung | Standort | Kennzeichnung | Schutzstatus | Datum                        | Bild           |
| ---------------------------------------------------------------------------------- | ------------ | -------- | ------------- | ------------ | ---------------------------- | -------------- |
| Domaine de la Garenne-Lemot (auch auf dem Gebiet der Gemeinden Clisson und Cugand) | Erbaut 1806  | (Lage)   | PA00108615    | Classé       | 1969 (inscrit) 2000 (classé) | weitere Bilder |